# Bouhouyou
Bouhouyou (ou Bouhouyoum) est un village du Sénégal situé en Basse-Casamance, à l'est de Nyassia et à proximité de la frontière avec la Guinée-Bissau. Il fait partie de la communauté rurale de Nyassia, dans l'arrondissement de Nyassia, le département de Ziguinchor et la région de Ziguinchor.
Lors du dernier recensement (2002), la localité comptait 236 habitants et 33 ménages.